# Đurinci
Đurinci (Servisch cyrillisch Ђуринци) is een plaats in de Servische gemeente Sopot. De plaats telt 1088 inwoners (2002).